# 船堀稲荷神社
船堀稲荷神社（ふなぼりいなりじんじゃ）は、東京都江戸川区の神社。

## 歴史
1691年（元禄4年）に創建された。寛永（1624年 - 1644年）末期に当地を開拓した7家の住民が稲荷神を勧請したといわれている。彼らが開村した船堀村西組の鎮守であった。1874年（明治7年）に村社に列格している。
元々は現在地よりも西に位置していたが、荒川放水路の開削により、1915年（大正4年）に現在地に移転した。
境内には、摂末社として「水神社」と「根乃権現神社」がある。

## 交通アクセス
- 船堀駅より徒歩9分。